# 양적 형질 위치
양적 형질 위치(Quantitative trait locus, QTL)는 하나의 유전자 자리에 인접한 여러 대립 유전자가 유전자 발현에 영향을 주어 다양한 발현형질이 나타나게 되는 유전자 연관이다.

## 개요
여러 유전자가 연관된 유전에서 발현형질은 둘 이상의 유전자가 서로 연관되어 상호작용한 결과로서 발현된다. 독립된 단독의 유전자에 의해 유전형질이 발현되는 단독형질과는 달리 양적 형질 위치에 의한 유전자 발현은 멘델의 유전법칙에서 설명하는 독립의 법칙이 지켜지지 않는다. 양적 형질 위치에 의한 유전자의 발현은 그에 관여하는 유전자의 분포에 따라 발현형질의 빈도가 결정되며 결과적으로 정규분포를 보인다.

## 사례
인간의 피부색은 멜라닌 색소의 발현에 관계하는 여러 종류의 대립 유전자 쌍에 의해 결정된다. 이들 대립형질은 불완전우성으로 어느 한쪽의 발현을 완전히 억제하지 못한다. 때문에 멜라닌 색소의 발현을 지시하는 유전자가 많을 수록 피부가 어두워지고 억제하는 유전자가 많을 수로 밝아진다. 그 결과 인간은 개인별로 매우 다양한 피부색을 띄게 된다. 물론, 피부 색은 유전형질 뿐만 아니라 햇볕에 노출되어도 어둡게 변한다. 피부색 이외에도 키, 몸무게와 같은 신체적 특징들도 양적 형질 위치에 의한 유전의 영향을 받는다.
몇몇 선청성 기형은 양적 형질 위치에 의한 유전자 발현때문에 발생하는데, 언청이와 같은 질병이 있다.

## 같이 보기
- 상위성
- 우성
- 암유전자